# Rønne Sogn
Rønne Sogn 
ist eine Kirchspielsgemeinde (dän.: Sogn)
auf der dänischen Insel Bornholm.
Bis 1970 gehörte sie zur Harde Bornholms Vester Herred im damaligen Bornholms Amt, danach mit dem Wegfall der Hardenstruktur zur Rønne Kommune im unveränderten Bornholms Amt, die wiederum zum Januar 2003 in der Bornholms Regionskommune aufgegangen ist. Die Regionskommune war zunächst – wie Kopenhagen und Frederiksberg – amtsfrei, also direkt dem Staat unterstellt, und wurde dann mit der Kommunalreform zum 1. Januar 2007 der Region Hovedstaden zugeordnet.

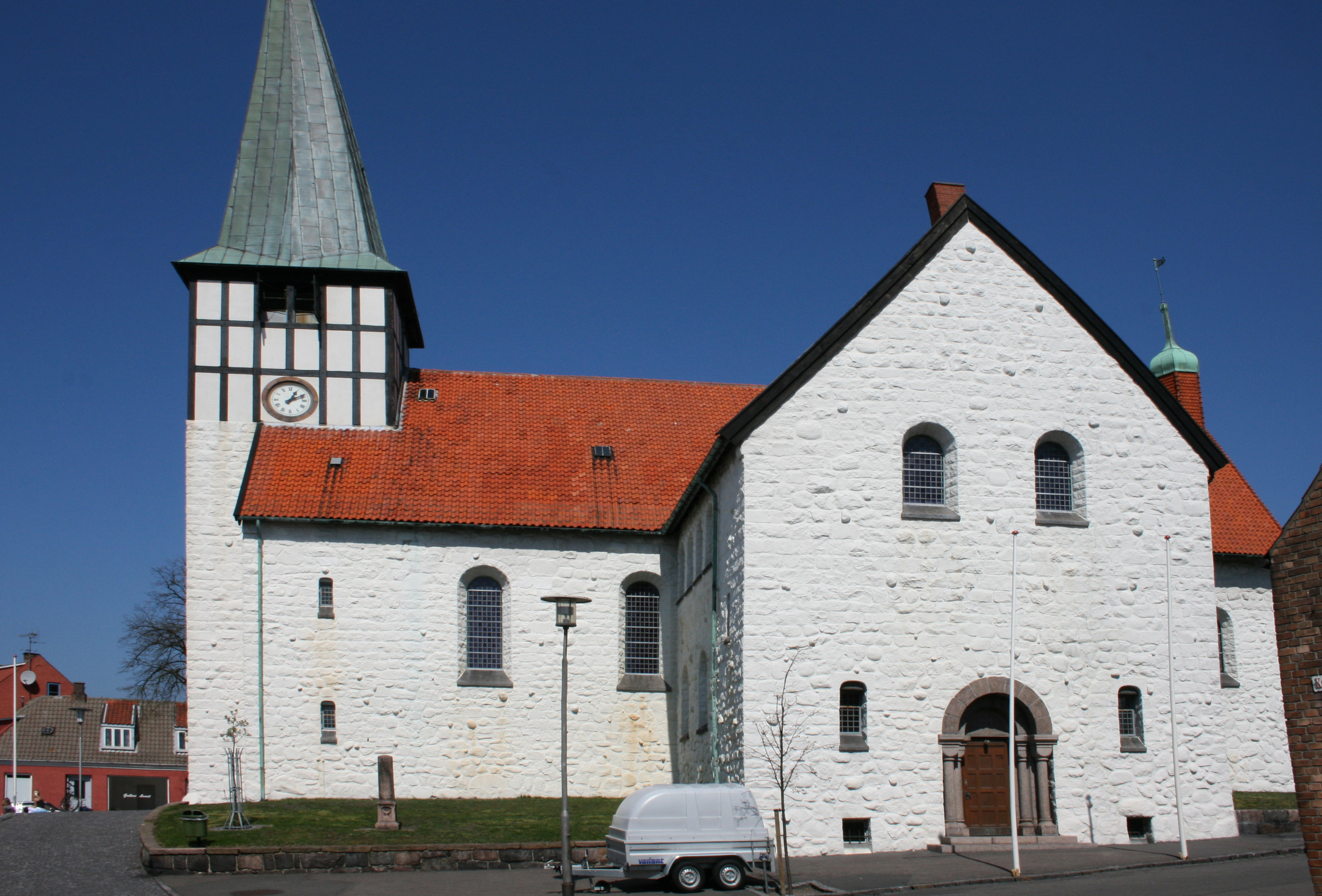
Sankt Nicolai Kirke

Von den 13.798 Einwohnern von Rønne leben 11.614 im gleichnamigen Kirchspiel (Stand: 1. Januar 2023).
Im Kirchspiel liegt die Kirche „Sankt Nicolai Kirke“.
Nachbargemeinden sind im Norden Knudsker Sogn und im Osten Nylarsker Sogn.